# 2005학년도 대학수학능력시험 부정행위 사건
2005학년도 대학수학능력시험 부정행위 사건은 2004년 11월 17일 실시된 2005학년도 대학수학능력시험에서 전국적으로 수많은 수험생들이 시험성적을 올리기 위해 부정행위를 하다 적발된 사건이다.
부정행위는 크게 휴대전화를 이용해 답안을 전송하는 방식과 대리시험을 치르는 방식으로 두 가지 형태로 이루어졌다. 광주광역시에서 집단 부정행위가 밝혀진 뒤 전국에서 부정행위자가 속출하여 부정행위 사건은 전국으로 확대되었다.
이 사건으로 인해 수능 시험의 허술한 감독 체계가 부각되었으며, 한국교육과정평가원은 이를 교훈삼아 2006학년도 수능부터 부정행위 단속을 강화했다.

## 부정행위 방법
2004년 9월, 중학교 동창 사이인 이들이 부족한 성적을 올려보자는 것이 사건의 시작이었다. 또한 이들이 부정행위에 이용한 것은 구형 휴대전화였다. 이에 시험 전날인 2004년 11월 16일, 여관에서 1:1로 짝을 이루어 일부는 예행연습까지 했다.
시험 당일인 11월 17일 수요일, 해당 수험생들은 구형 휴대전화 2대를 몸에 부착하여 고사장에 입실했다. 고사장에서 이들은 정답 번호 숫자만큼 두드려(정답이 3일 경우 3번 두드리는 방식) 고시원에 대기중인 후배들에게 답안을 전달하면 후배들은 전달받은 답안 중 다수의 답안을 정답으로 보고 문자메시지를 전송했다.
사건이 전국으로 퍼진 후에는 거액의 돈을 받고 대리로 시험에 응시한 수험생도 적발되었다.

## 처벌
2004년 12월 6일 교육인적자원부(현 교육부)는 부정행위자 226명에 대해 모두 성적을 무효처리했다. 당시 무효처리된 학생은 부정행위 유형별로 문자 송수신 195명, 휴대폰 소지 25명, 대리시험 6명이다. 그로부터 1주일 뒤인 12월 13일, 추가로 무효처리자가 발생하여 2005학년도 수능에서 부정행위로 인해 성적이 무효처리된 학생은 모두 314명으로 늘었다.

## 비판
이 사건이 터지기 전 인터넷 사이트 등에서 '2005학년도 수능에 핸드폰으로 부정행위를 하려 한다'는 괴담이 확산되고 있었다. 경찰은 부정행위를 하려 한다는 제보를 한 학생을 상대로 부정행위 수법, 부정행위를 할 학생과 그들의 학교 및 휴대전화와 관련된 정보를 입수해 수사를 하려 했다. 그러나 시교육청이 경찰 수사에 반대하여 내사 수준을 벗어나지 못했고, 결국 이 사건이 터지고 말았다. 또한 브로커가 활동하고 있다는 일부 네티즌들의 제보를 시교육청은 적극적인 조치를 취하지 않았다. 이로 인해 교육청의 안이한 대응이 이 사건을 발생시켰다는 비판이 일기도 했다. 또 이 사건이 일어날 것을 예고한 제보글 200건을 광주광역시교육청은 모두 삭제한 것으로 드러났다.

## 사건 이후
부정행위 사건 이후 교육인적자원부는 부정행위 방지를 위한 대책을 내놓았다. 원서접수 때부터 본인임을 확인하여 대리 시험을 방지하면서, 증명사진 크기를 반명함판 사이즈(3cm×4cm)에서 여권용 사이즈(3.5cm×4.5cm)로 강화되었으며, 시험실 인원도 이전의 32명(8명*4열)에서 28명(7명*4열)으로 줄이면서 모든 전자기기를 반입 금지 물품으로 지정하여 적발시 시험성적 전체를 무효처리 하도록 규정하고 있다. 시험장 복도마다 금속 탐지기로 검색하여 전자기기 소지여부를 검사하고 있다. 또한 대리 시험 방지를 위해 OMR 답안지에 필적 확인란이 도입되었으며, 사프 펜과 같은 필기구도 시험장에서 일괄적으로 지급하기 시작하였다. 그리고 2006학년도 수능 당시 개정된 고등교육법은 부정행위자는 모두 1년간 응시자격을 정지하는 내용이 추가되었다.
2005년 11월 23일에 2006학년도 수능시험이 치러졌을 때 30여명이 휴대폰이나 MP3를 소지하여 부정행위자로 간주되어 성적이 무효처리되고 2007학년도 수능 응시자격이 정지되었으나, 처벌이 가혹하다는 지적에 따라 이듬해인 2006년 8월, 2007학년도 수능 응시자격이 정지된 30여명이 구제되고 부정행위를 차등 제재하는 내용의 고등교육법이 개정 통과되어 현재까지 이르고 있다.

## 언론
2006년 11월 15일 MBC의 <현장기록 형사>와 2012년 2월 12일 MBC의 <신비한TV 서프라이즈>에서 이 사건에 대해 방영하였다.